# Quivicán
Quivicán ist ein Municipio und eine Stadt in der kubanischen Provinz Mayabeque. Bis 2010 gehörte das Municipio zur aufgelösten Provinz La Habana.
Das Municipio liegt nordöstlich von Güira de Melena und westlich von San Nicolás de Bari. Die Siedlung wurde im Jahr 1700 offiziell gegründet.
Das Municipio zählt 29.253 Einwohner auf einer Fläche von 283 km², was einer Bevölkerungsdichte von 103,4 Einwohnern je Quadratkilometer entspricht.
Quivicán ist in drei Stadtteile (Barrios) unterteilt: Delicias, Güiro Marrero und Pueblo.

## Persönlichkeiten
- Bebo Valdés (1918–2013), Jazz-Pianist, Komponist und Arrangeur
- Roldán González (* 1971), Sänger der kubanischen Musikgruppe Orishas